# 25131 Katiemelua
25131 Katiemelua este o planetă minoră (asteroid), cu un diametru de 3,17 km, din centura de asteroizi. A fost descoperită pe 18 septembrie 1998 la Caussols de OCA-DLR Asteroid Survey⁠(d). 
Obiectul prezintă o orbită caracterizată de o semiaxă mare de 2,7287321 UAi, o excentricitate de 0,16, o înclinație de 4,53061 ° în raport cu ecliptica.